# Luik (provincie)

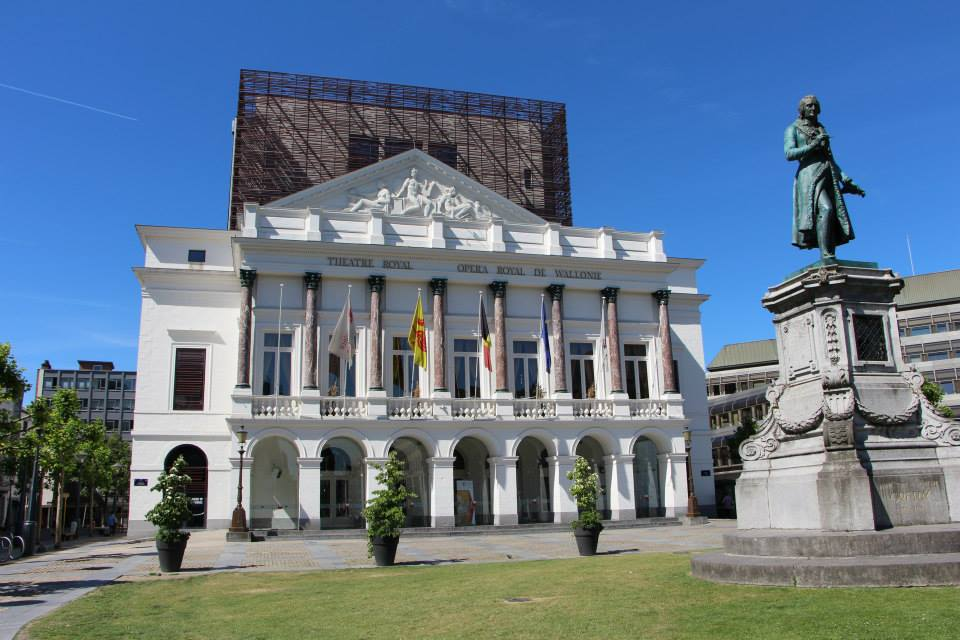
Koninklijke opera van Wallonië te Luik.

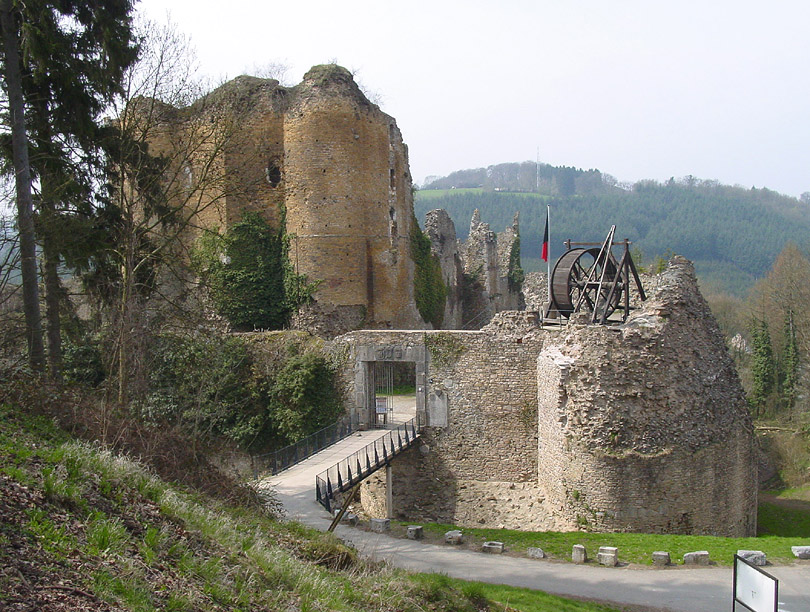
De ruïne van het Kasteel van Franchimont te Theux

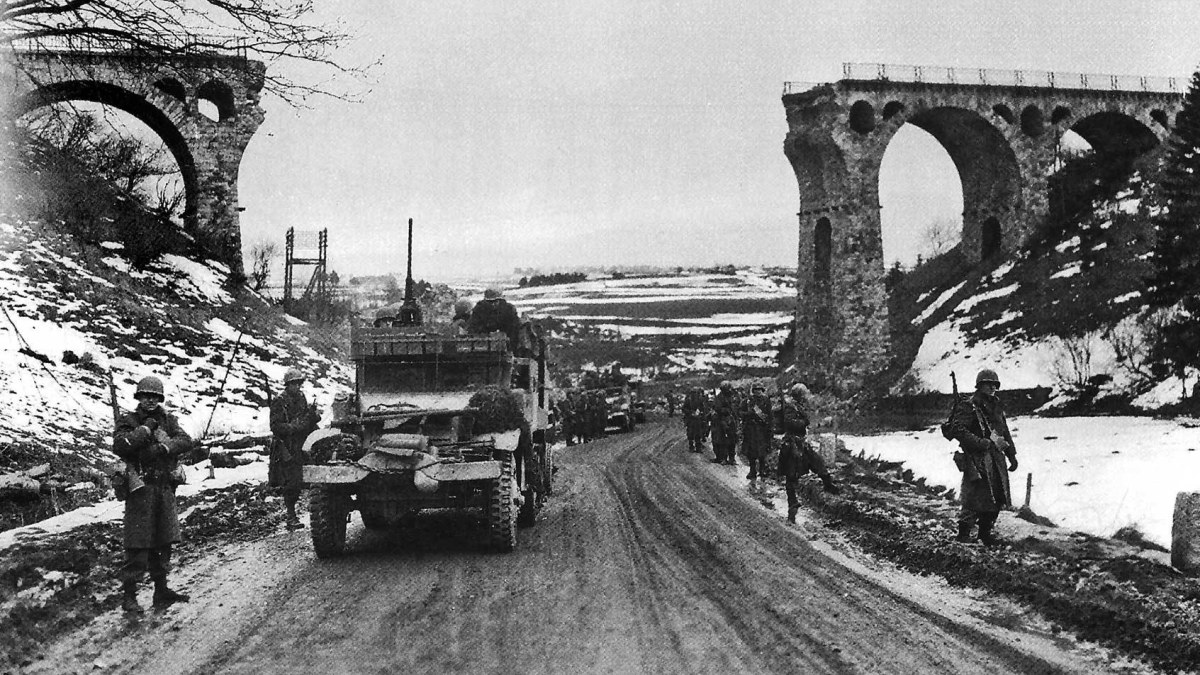
Het Amerikaanse 26ste infanterieregiment tijdens de Slag om de Ardennen bij het viaduct van Bütgenbach

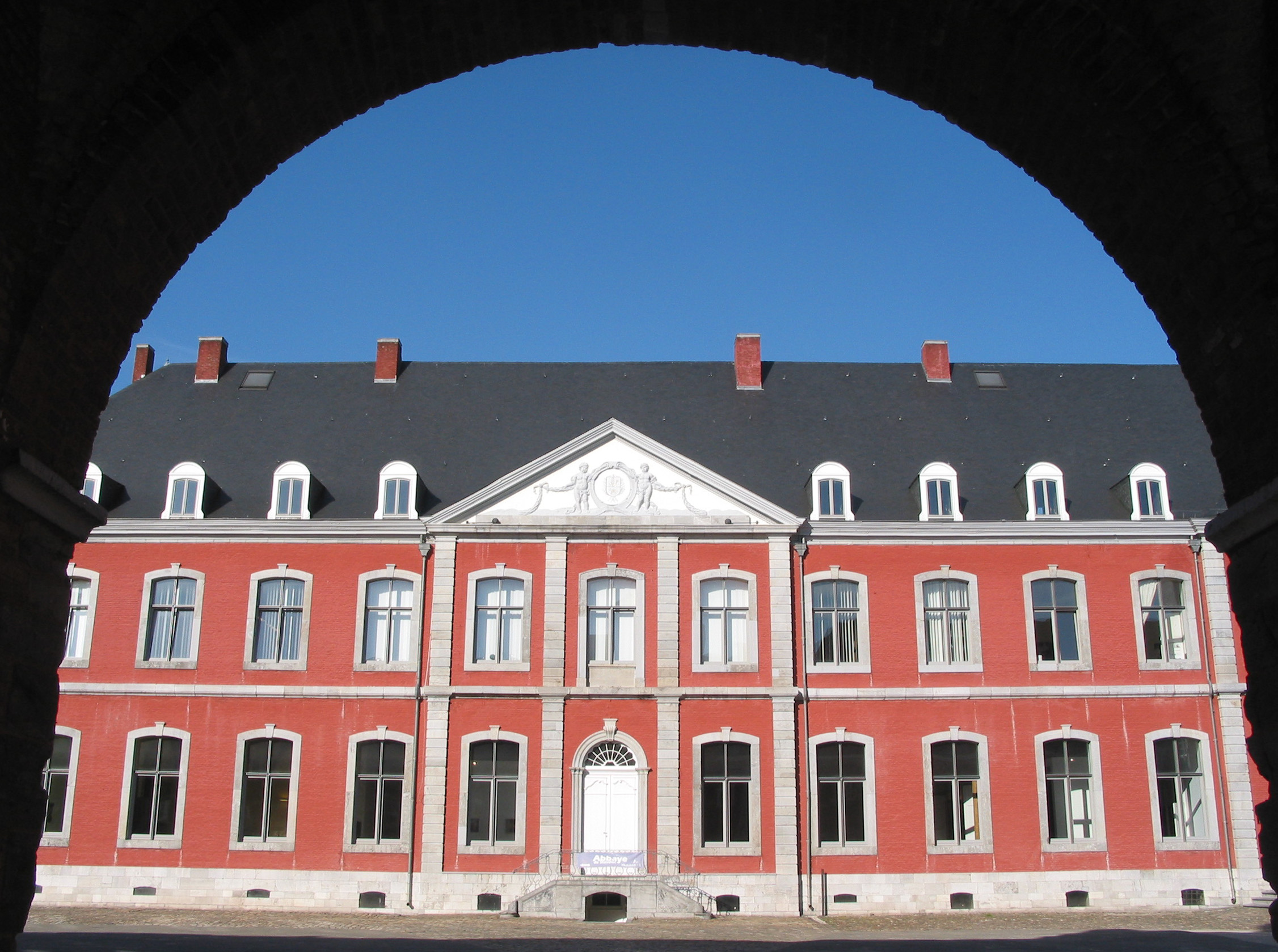
De abdij van Stavelot

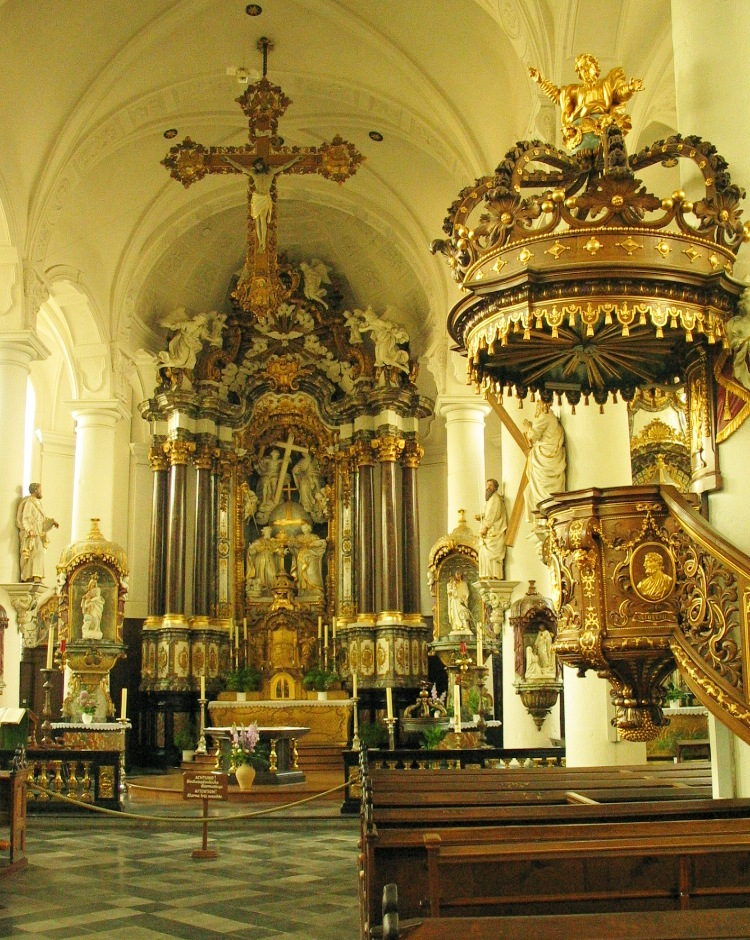
De Sint-Niklaaskerk te Eupen

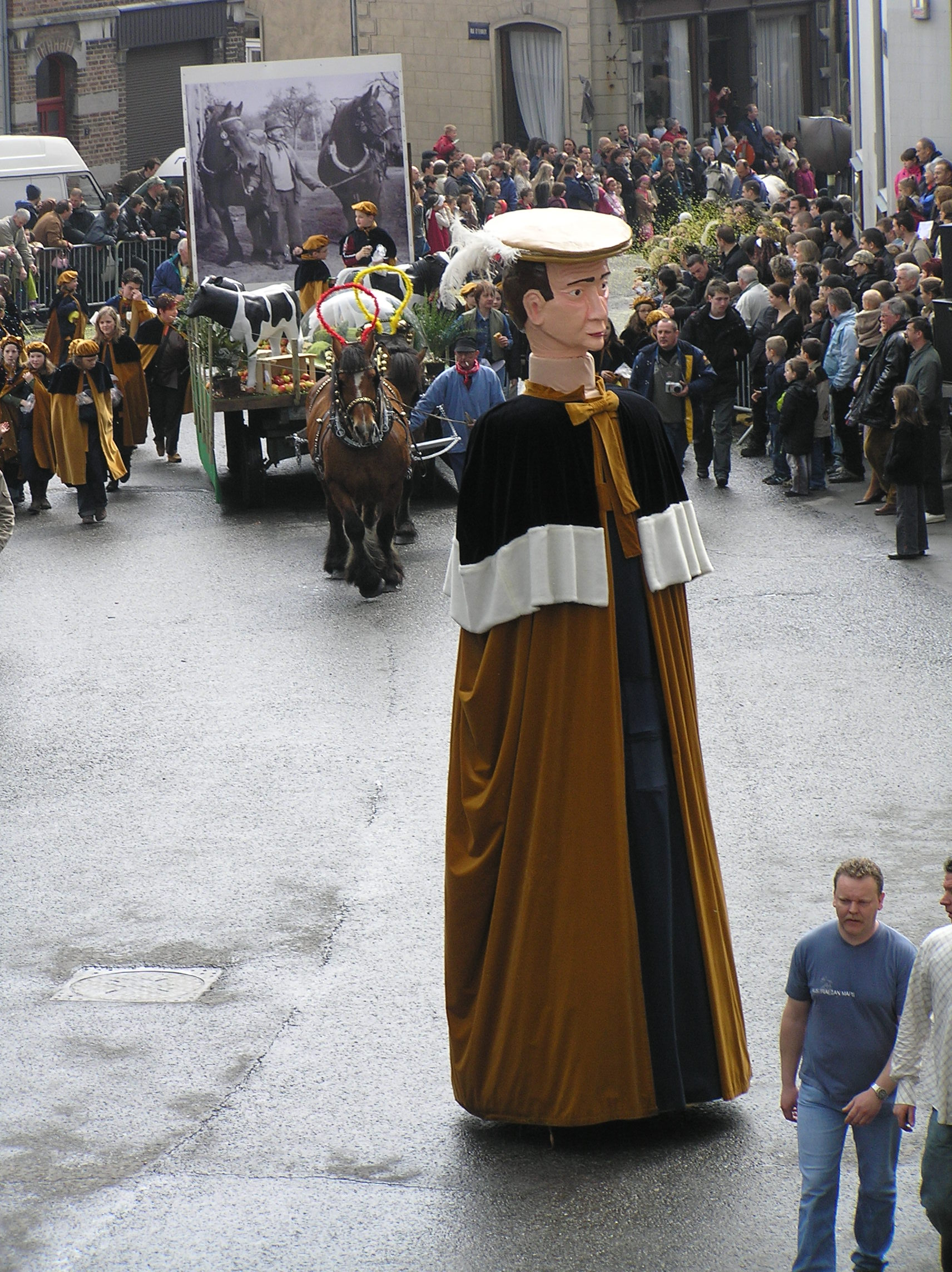
De Cavalcade te Herve

Luik (Frans: Liège of Liége (verouderd); Duits: Lüttich) is een provincie van België, gelegen in Wallonië, met als hoofdstad de gelijknamige stad Luik.
De provincie telde 1.122.925 inwoners op 1 januari 2025.

## Geschiedenis
De basis van de provincie was het Franse departement Ourthe. Na de Slag bij Waterloo (1815) werd het grootste deel daarvan de Nederlandse provincie Luik. De oostelijke kantons van het departement (Eupen, Malmedy, Sankt Vith, Kronenburg en Schleiden) werden aan Pruisen toegewezen. Na de Belgische afscheuring in 1830 bleef de provincie Luik onveranderd bestaan. Na de Eerste Wereldoorlog stond Pruisen Eupen, Malmedy en Sankt Vith af aan België; deze Oostkantons werden weer bij Luik gevoegd. In 1962 werden na de vaststelling van de taalgrens enkele gemeenten uitgeruild met de provincie Limburg (o.a. Voeren) en overgeheveld naar de provincie Brabant (o.a. Landen).
In juli 2021 werd de provincie getroffen door overstromingen, die minstens 36 slachtoffers maakte en vele huizen verwoestte.

## Geografie
De provincie grenst in het noorden aan zowel Belgisch Limburg als kleine stukjes van Nederlands Limburg nabij Maastricht en Vaals, in het oosten grenst het aan de Duitse deelstaten Noordrijn-Westfalen en Rijnland-Palts, in het zuiden aan het Groothertogdom Luxemburg en de Belgische provincie Luxemburg, en in het westen aan de eveneens Belgische provincies Namen, Waals-Brabant en Vlaams-Brabant.
In het uiterste oosten, tegen de Duitse grens, bevinden zich de Oostkantons, een aantal gemeenten die de Duitstalige Gemeenschap vormen. De provincie is verder bekend om het natuurschoon en de toeristische aantrekkingskracht van de Ardennen. Ooit was het een belangrijk mijngebied. De belangrijke rivieren zijn de Maas, de Jeker, de Mehaigne, de Hoyoux, de Vesder, de Ourthe en de Amblève. In de Hoge Venen ligt met 694 meter het hoogste punt van België, namelijk het Signaal van Botrange.

### Administratieve indeling

#### Arrondissementen

##### Administratieve arrondissementen
De provincie Luik heeft vier administratieve arrondissementen:

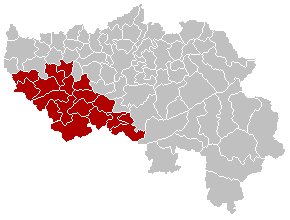
Hoei
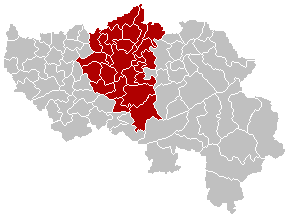
Luik
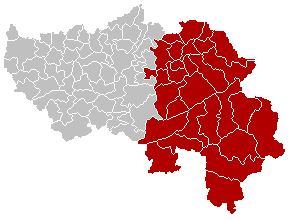
Verviers
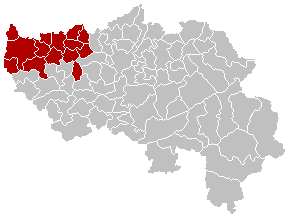
Borgworm

##### Bevolking per arrondissement
| Arrondissement | Inwoners (1/1/2025) | Opp. km² | Inw./km² |
| -------------- | ------------------- | -------- | -------- |
| Borgworm       | 84.132              | 390,41   | 215,5    |
| Hoei           | 116.245             | 661,20   | 175,8    |
| Luik           | 631.023             | 795,91   | 792,8    |
| Verviers       | 291.525             | 2009,60  | 145,1    |
| Provincie Luik | 1.122.925           | 3.857,12 | 291,1    |

##### Gerechtelijke arrondissementen
De provincie Luik heeft twee gerechtelijke arrondissementen:

Luik
Eupen

Met ingang vanaf 1 april 2014 valt de provinciegrens van Luik zonder het gerechtelijk arrondissement Eupen samen met de grens van het nieuwe gerechtelijk arrondissement Luik. De drie voormalige gerechtelijke arrondissementen van Luik (Hoei, Luik en Verviers) zullen blijven verder bestaan in de vorm van gerechtelijke arrondissementsafdelingen. Het gerechtelijk arrondissement Eupen bleef ook na de gewijzigde gerechtelijke indeling van 2014 een zelfstandig gerechtelijk arrondissement.

#### Gemeenten

Gemeenten met een stadstitel hebben "(stad)" achter de naam
1. Amay

2. Amel

3. Ans

4. Anthisnes

5. Aubel

6. Awans

7. Aywaille

8. Baelen

9. Bitsingen - Bassenge

10. Berloz

11. Beyne-Heusay

12. Blegny

13. Braives

14. Büllingen

15. Burdinne

16. Burg-Reuland

17. Bütgenbach

18. Chaudfontaine

19. Clavier

20. Comblain-au-Pont

21. Crisnée

22. Dalhem

23. Dison

24. Donceel

25. Engis

26. Esneux

27. Eupen (stad)

28. Faimes

29. Ferrières

30. Fexhe-le-Haut-Clocher

31. Flémalle

32. Fléron

33. Geer

34. Grâce-Hollogne

35. Hamoir

36. Hannuit - Hannut (stad)

37. Héron

38. Herstal (stad)

39. Herve (stad)

40. Hoei - Huy (stad)

41. Jalhay

42. Juprelle

43. Kelmis

44. Luik - Liège (stad)

45. Lierneux

46. Limburg - Limbourg (stad)

47. Lijsem - Lincent

48. Lontzen

49. Malmedy (stad)

50. Marchin

51. Modave

52. Nandrin

53. Neupré

54. Olne

55. Oerle - Oreye

56. Ouffet

57. Oupeye

58. Pepinster

59. Plombières

60. Raeren

61. Remicourt

62. Saint-Georges-sur-Meuse

63. Saint-Nicolas

64. Sankt Vith (stad)

65. Seraing (stad)

66. Soumagne

67. Spa (stad)

68. Sprimont

69. Stavelot (stad)

70. Stoumont

71. Theux

72. Thimister-Clermont

73. Tinlot

74. Trois-Ponts

75. Trooz

76. Verlaine

77. Verviers (stad)

78. Villers-le-Bouillet

79. Wezet - Visé (stad)

80. Weismes - Waimes

81. Wanze

82. Borgworm - Waremme (stad)

83. Wasseiges

84. Welkenraedt

### Aangrenzende provincies
| Aangrenzende provincies | Aangrenzende provincies                                    | Aangrenzende provincies | Aangrenzende provincies | Aangrenzende provincies  |
| ----------------------- | ---------------------------------------------------------- | ----------------------- | ----------------------- | ------------------------ |
| Vlaams-Brabant          |                                                            | Limburg                 |                         | Limburg (Nederland)      |
|                         |                                                            |                         |                         |                          |
| Waals-Brabant           | Noordrijn-Westfalen (Duitsland) Rijnland-Palts (Duitsland) |                         |                         |                          |
|                         |                                                            |                         |                         |                          |
| Namen                   |                                                            | Provincie Luxemburg     |                         | Groothertogdom Luxemburg |

## Demografie

### Evolutie van het inwonertal
Met ongeveer 1.100.000 inwoners is Luik naar bevolking gemeten de zesde provincie van het land. Als gevolg van de sterke ontwikkeling van de Luikse mijn en staalindustrie verdriedubbelde de bevolking in de eerste honderd jaar na de onafhankelijkheid van België, vanaf 1930 treedt tot 1970 een stagnatie op en nadien met de teloorgang van de mijnbouw en de crisis in de staalindustrie zelfs een lichte terugval. Pas aan het eind van de 20e eeuw knoopt men terug aan met een bescheiden groei. Sinds de onafhankelijkheid is de bevolkingsgroei ongeveer gelijk aan deze voor het hele land. Tot de gemeentefusies van 1977 was de stad Luik met ongeveer 160.000 inwoners, veruit de grootste Waalse stad, kort nadien heeft het deze plaats nipt verloren aan Charleroi.
Inwoneraantal × 1000
- Bron:NIS - Opm:1806 t/m 1970=volkstellingen; vanaf 1980=inwoneraantal op 1 januari
- 1925:aanhechting van de Oostkantons

| Inwoners van jaar tot jaar op 1 januari - 1992 tot heden | Inwoners van jaar tot jaar op 1 januari - 1992 tot heden | Inwoners van jaar tot jaar op 1 januari - 1992 tot heden |
| Jaar                                                     | Aantal                                                   | Index (1992=100)                                         |
| -------------------------------------------------------- | -------------------------------------------------------- | -------------------------------------------------------- |
| 1992                                                     | 1.006.081                                                | 100,0                                                    |
| 1993                                                     | 1.011.368                                                | 100,5                                                    |
| 1994                                                     | 1.014.636                                                | 100,9                                                    |
| 1995                                                     | 1.014.918                                                | 100,9                                                    |
| 1996                                                     | 1.013.667                                                | 100,8                                                    |
| 1997                                                     | 1.014.941                                                | 100,9                                                    |
| 1998                                                     | 1.016.762                                                | 101,1                                                    |
| 1999                                                     | 1.018.259                                                | 101,2                                                    |
| 2000                                                     | 1.019.442                                                | 101,3                                                    |
| 2001                                                     | 1.020.042                                                | 101,4                                                    |
| 2002                                                     | 1.024.130                                                | 101,8                                                    |
| 2003                                                     | 1.025.842                                                | 102,0                                                    |
| 2004                                                     | 1.029.605                                                | 102,3                                                    |
| 2005                                                     | 1.034.024                                                | 102,8                                                    |
| 2006                                                     | 1.040.297                                                | 103,4                                                    |
| 2007                                                     | 1.047.414                                                | 104,1                                                    |
| 2008                                                     | 1.053.408                                                | 104,7                                                    |
| 2009                                                     | 1.060.035                                                | 105,4                                                    |
| 2010                                                     | 1.067.685                                                | 106,1                                                    |
| 2011                                                     | 1.077.203                                                | 107,1                                                    |
| 2012                                                     | 1.083.400                                                | 107,7                                                    |
| 2013                                                     | 1.087.729                                                | 108,1                                                    |
| 2014                                                     | 1.091.734                                                | 108,5                                                    |
| 2015                                                     | 1.094.791                                                | 108,8                                                    |
| 2016                                                     | 1.098.688                                                | 109,2                                                    |
| 2017                                                     | 1.102.531                                                | 109,6                                                    |
| 2018                                                     | 1.105.326                                                | 109,9                                                    |
| 2019                                                     | 1.106.992                                                | 110,0                                                    |
| 2020                                                     | 1.109.800                                                | 110,3                                                    |
| 2021                                                     | 1.109.067                                                | 110,2                                                    |
| 2022                                                     | 1.110.989                                                | 110,4                                                    |
| 2023                                                     | 1.115.518                                                | 110,9                                                    |
| 2024                                                     | 1.119.038                                                | 111,2                                                    |
| 2025                                                     | 1.122.925                                                | 111,6                                                    |

### Leeftijdsopbouw

Bevolkingspiramide

## Politiek

### Gouverneurs
| Nr.   | Gouverneur                                 | Ambtstermijn | Ambtstermijn | Partij | Partij            |
| ----- | ------------------------------------------ | ------------ | ------------ | ------ | ----------------- |
| 1     | Etienne de Sauvage                         | 1830         | 1831         |        | Liberalen         |
| 2     | Jean-François Tielemans (1799-1888)        | 1831         | 1832         |        | Liberalen         |
| 3     | Charles van den Steen de Jehay (1781-1846) | 1832         | 1844         |        | Katholieken       |
| 4     | Henri de Brouckère (1801-1891)             | 1844         | 1846         |        | Liberalen         |
| 5     | Edmond de la Coste (1788-1870)             | 1846         | 1847         |        | Liberale Partij   |
| 6     | Ferdinand de Macar (1830-1913)             | 1847         | 1863         |        | Liberale Partij   |
| 7     | Charles de Luesemans (1808-1882)           | 1863         | 1882         |        | Liberale Partij   |
| 8     | Léon Pety de Thozée                        | 1882         | 1908         |        | Liberale Partij   |
| 9     | Henry Delvaux de Fenffe (1863-1947)        | 1908         | 1919         |        | Katholieke Partij |
| 10    | Gaston Gregoire                            | 1919         | 1927         |        | Liberale Partij   |
| 11    | Henri Pirard (1868-1948)                   | 1927         | 1937         |        | POB               |
| 12    | Jules Mathieu (1887-1943)                  | 1937         | 1940         |        | POB               |
| [ 2 ] | George Doyen                               | 1940         | 1942         |        | Onbekend          |
| [ 2 ] | Georges Petit                              | 1942         | 1944         |        | REX               |
| 13    | Joseph Leclercq                            | 1944         | 1953         |        | PSB               |
| 14    | Pierre Clerdent (1909-2006)                | 1953         | 1971         |        | PRL               |
| 15    | Gilbert Mottard (1926-2011)                | 1971         | 1990         |        | PS                |
| 16    | Paul Bolland                               | 1990         | 2004         |        | PS                |
| 17    | Michel Foret (1948)                        | 2004         | 2015         |        | MR                |
| 18    | Hervé Jamar (1965)                         | 2015         | heden        |        | MR                |

### Provincieraad en deputatie

#### Legislatuur 2024-2030
De provincieraad bestaat uit 56 leden.
De deputatie bestaat uit 5 leden, gevormd door een coalitie bestaande uit MR, PS en Les Engagés:
| Naam             | Partij | Partij      | Functie en bevoegdheden |
| ---------------- | ------ | ----------- | --- |
| Katty Firquet    |        | MR          | Gedeputeerde Regiovorming, Onderwijs, Protocol, Institutionele Zaken en Sport |
| Luc Gillard      |        | PS          | Gedeputeerde Cultuur, Toerisme, Bijstand aan Gemeenten, Internationale Betrekkingen, Europese Fondsen en Pensioenen |
| Luc Lejeune      |        | Les Engagés | Gedeputeerde Personeel en human resources, Hulpverleningszones en Burgerlijke Veiligheid, Gezondheid en Sociale Zaken |
| André Denis      |        | MR          | Gedeputeerde Opleiding, Erfgoed, Infrastructuur, Interne Dienst voor Preventie en Bescherming op het Werk, Duurzame Ontwikkeling, Ecologische en Voedingstransitie, Landbouw en Plattelandsbeleid, Laboratoria en Intercommunales |
| Laura Crapanzano |        | PS          | Gedeputeerde Begroting, Financiën en Fiscaliteit, Informatica en Digitalisering, Algemene Zaken, Huisvesting, Erediensten en Laïciteit en Communicatie                                                                            |

## Trivia
- Luik heeft met 84 gemeenten het grootste aantal gemeenten van alle provincies in België.